# Hapsidophrys
Hapsidophrys es un género de serpientes de la familia Colubridae. Sus especies se distribuyen por el África subsahariana, excepto en el sur.

## Especies
Se reconocen las siguientes:
- Hapsidophrys lineatus Fischer, 1856
- Hapsidophrys principis (Boulenger, 1906)
- Hapsidophrys smaragdina (Schlegel, 1837)